# Prosopocera bouteti
Prosopocera bouteti är en skalbaggsart som beskrevs av Pierre Lepesme 1947. Prosopocera bouteti ingår i släktet Prosopocera och familjen långhorningar.
Artens utbredningsområde är Gabon. Inga underarter finns listade i Catalogue of Life.